# The J. Geils Band
The J. Geils Band ( ˌdʒeɪ ɡaɪlz) je americká skupina založená v roce 1967 v Bostonu v Massachusetts, někdy označovaná jako „The Bad Boys from Boston“. Je nejvíce známá svým hitem „Centerfold“, který dosáhl 1. místo v USA počátkem roku 1982. Skupina hrála během 70. let blues-rock ovlivněn žánrem R&B, přičemž později se přeorientovala na více popem ovlivněn zvuk v 80. letech. Od jejího prvotního přerušení v roce 1985 se skupina několikrát znovu sjednotila.